# 콩코드 포도

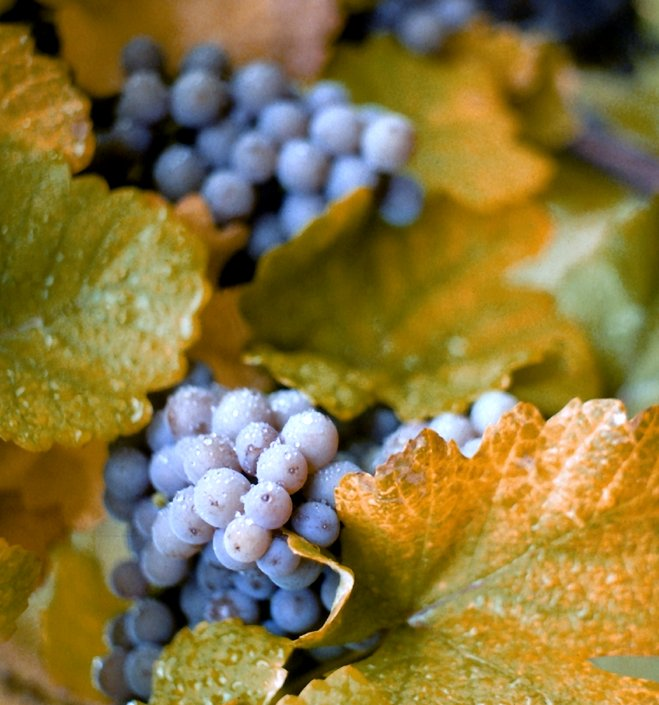

콩코드 포도(Concord grape)는 포도 종인 미국포도에서 파생된 품종으로 식탁용 포도, 와인 포도, 주스 포도로 사용된다. 이것들은 종종 포도 젤리, 포도 주스, 포도 파이, 포도 맛 청량 음료 및 사탕을 만드는 데 사용된다. 포도는 때때로 포도주, 특히 성찬용 포도주와 코셔 포도주를 만드는 데 사용된다. 전통적으로 상업적으로 생산되는 대부분의 콩코드 와인은 달콤하게 마무리되었지만 과일이 적절하게 익으면 드라이 버전도 가능하다. 포도는 포도가 개발된 매사추세츠의 마을 이름을 따서 명명되었다. 현재 세계 여러 곳에서 이 포도가 재배되고 있다.
콩코드 포도의 껍질은 일반적으로 진한 파란색 또는 보라색이며 종종 문질러질 수 있는 녹청 표피 왁스로 덮여 있다. 슬립스킨 품종으로 과일에서 껍질이 쉽게 분리된다. 콩코드 포도는 씨앗이 크고 향이 매우 좋다. 콩코드 포도는 특히 생리병인 흑반병(black spot)에 걸리기 쉽다.
미국에서는 2011년에 417,800톤이 생산되었다. 주요 재배 지역은 뉴욕의 핑거레이크스(Finger Lakes) 지역, 이리호, 온타리오호, 미시간 남서부 및 워싱턴의 야키마 밸리이다. 야생으로 자라는 모습이 가끔 발견되기도 한다.